# فاينل لاب توين
فاينل لاب توين (بالإنجليزية: Final Lap Twin)‏، هي لعبة فيديو يابانية من نوع سباق السيارات، صدرت اللعبة في الأسواق عام 1989، وهي من تطوير ونشر شركة نامكوت، وتعمل حصراً على منصة توربو غرافيكس-16.